# Шиманув (Сьредський повіт)
Шиманув (пол. Szymanów, нім. Simsdorf) — село в Польщі, у гміні Мальчиці Сьредського повіту Нижньосілезького воєводства.
Населення — 179 осіб (2011).
У 1975-1998 роках село належало до Вроцлавського воєводства.

## Демографія
Демографічна структура станом на 31 березня 2011 року:
|          | Загалом | Допрацездатний вік | Працездатний вік | Постпрацездатний вік |
| -------- | ------- | ------------------ | ---------------- | -------------------- |
| Чоловіки | 88      | 20                 | 59               | 9                    |
| Жінки    | 91      | 21                 | 49               | 21                   |
| Разом    | 179     | 41                 | 108              | 30                   |